# Tú me vuelves loco
«Tú me vuelves loco» es el segundo sencillo del álbum En total plenitud. La canción fue escrita e interpretado por el cantautor mexicano Marco Antonio Solís. La canción ganó un Premio Grammy a la «Mejor canción Regional mexicano» en los Premios Grammy latinos de 2011.

## Posicionamientos de la lista
| Lista (2010)                              | Posición |
| ----------------------------------------- | -------- |
| Estados Unidos (Regional Mexican Airplay) | 30       |